# Susuacanga maculicornis
Susuacanga maculicornis é uma espécie de coleóptero da tribo Eburiini (Cerambycinae), com distribuição no estado do Espírito Santo à Santa Catarina (Brasil).

## Sistemática
- Ordem Coleoptera
  - Subordem Polyphaga
    - Infraordem Cucujiformia
      - Superfamília Chrysomeloidea
        - Família Cerambycidae
          - Subfamília Cerambycinae
            - Tribo Eburiini
              - Gênero Susuacanga
                - S. maculicornis (Bates, 1870)